# Brachysema tomentosum
Brachysema tomentosum är en ärtväxtart som beskrevs av George Bentham. Brachysema tomentosum ingår i släktet Brachysema och familjen ärtväxter. Inga underarter finns listade i Catalogue of Life.